# Мамуркова
Мамуркова — заимка в Заларинском районе Иркутской области России. Входит в состав Тыретского муниципального образования. Находится примерно в 16 км к северо-западу от районного центра.

## Население
По данным Всероссийской переписи, в 2010 году на заимке проживали 43 человека (20 мужчин и 23 женщины).